# Sony Alpha 6000
Die Sony α6000 (oder Sony Alpha 6000) ist ein spiegelloses Systemkameragehäuse mit E-Bajonett aus der α-Reihe von Sony. Das Gehäuse ist kleiner als ein traditionelles digitales Spiegelreflexkameragehäuse und enthält den APS-C-Sensor. Im Gehäuse ist ein ausklappbarer kleiner Blitz enthalten, über den Blitzschuh lassen sich durch zusätzliche Kontakte auch andere Geräte z. B. ein Aufsteckmikrophon anschließen. Über den Micro-(Typ D) HDMI-Anschluss kann ein externer Monitor angeschlossen werden.
Das Modell mit der internen Nummer ILCE-6000 wurde im Februar 2014 angekündigt. In der Produktaufstellung von Sony ersetzt das Modell die Vorgänger Sony NEX-6 und Sony NEX-7. Nach Aussage von Sony stellt der sensorseitige Kontrastautofokus innerhalb von 0,06 Sekunden scharf, was die α6000 bei ihrem Erscheinen zur Kamera mit dem schnellsten Autofokus ihrer Klasse machte.
Videofähigkeiten der α6000:
- Full HD mit 60 fps, 30 fps, 24 fps (NTSC)
- Full HD mit 50 fps, 25 fps (PAL)

Bei der Sony α6000 ist ebenfalls in Full HD 60i bzw. 50i (Halbbilder) möglich. 

## Nachfolgemodelle
Bei der Ankündigung des Nachfolgermodells Sony α6300 im Februar 2016 erklärte Sony, die α6000 weiterhin zu produzieren. Die Modelle Sony α6100 (2019), Sony α6400 (2019), Sony α6500 (2016), Sony α6600 (2019) und Sony a6700 (2023) sind Weiterentwicklungen der Sony α6000.